# 宮大
宮 大（みや まさる、1965年2月20日 - ）は、日本のネオアコバンド b-flower のベーシスト。作曲も手がける。

## 概要
京都産業大学軽音楽部に在籍中、旧メンバーのベースの湯田がやむなく脱退する際に推薦したことから、バンドへ加入が決まる。加入前からかなりの曲をデモテープとして書きためていた。
バンドの後年のアルバム制作では、ギターやコンピュータ・プログラミングも担当し、バンドメンバーの岡部亘 のソロアルバムではミキシングを行うなど、音楽制作全般にこなれた手腕を示す。

## 主な作曲作品
- 冬の最後の雪（『ムクドリの眼をした少年』『Clover Chronicles I』収録）
- 海に住みたい（『Grocery Andromeda』収録）
- 蛍、他。

## その他
作曲作品に顕著な「美しいメロディー」は「普段の宮からは想像もつかない（あっ…）」と八野。
アイリッシュ・トラッド（Traditional Music）への造詣が深く八野も感化された。
八野は、宮のデモでの「なんとも不安的でぼんやりした」淡い触感のボーカルが「とても好き」であると語っている。
宮は八野の印象について「なんかちょっと変わったヤツ」だったが初対面時に「阪神タイガースファン」であることから八野と意気投合した。